# Emmi Mäkelin
Emmi Mäkelin, née le 1er avril 1874 à Lappi (grand-duché de Finlande, Empire russe) et morte le 6 août 1962 à Jyväskylä (Finlande), est une femme politique finlandaise membre du Parti socialiste des travailleurs de Finlande (SSTP). Elle est députée entre 1922 et 1923.

## Biographie
Emma Serafia Mäkelin est la fille de Karl Fredrik Lindeman, contremaître en construction. Elle suit des études secondaires et devient sage-femme certifiée en 1904. Elle travaille dans la ville de Kuopio de 1904 à 1931,.
Après l'indépendance de la Finlande vis-à-vis de la Russie en 1917, Emmi Mäkelin s'engage en politique. Elle rejoint le Parti socialiste des travailleurs de Finlande (SSTP) et est élue au conseil municipal de Kuopio en 1918,. Elle est également membre de l'Union des femmes sociales-démocrates de Finlande (fi) ; elle quitte l'organisation en 1920 à la suite d'une scission entre les communistes et les sociaux-démocrates,. Lors des élections législatives de 1922 (en), Emmi Mäkelin est élue députée, représentant la partie occidentale de la province de Kuopio,. Elle est l'une des six femmes députées du SSTP, la plus instruite et la plus âgée du groupe.
Plus tard en 1922, Emmi Mäkelin fait partie d'un groupe de 25 députés communistes qui proposent la création d'une République socialiste soviétique finlandaise. Elle est arrêtée en août 1923 lors d'une répression contre les communistes. Elle est libérée l'année suivante,. En octobre 1923, alors qu'elle est emprisonnée, elle est expulsée du Parlement. Elle continue de travailler comme sage-femme après s'être retirée de la vie politique. Elle meurt en 1962 à Jyväskylä.

## Vie privée
En 1901, elle épouse Antti Mäkelin (fi), député (1907-1909 puis 1917-1918), avec qui elle a trois enfants.